# Tali (Holz)
Tali ist die Bezeichnung für eine Holzart von afrikanischen Baumarten der Gattung Erythrophleum, wie von Erythrophleum suaveolens (Syn.: Erythrophleum guineense) und Erythrophleum ivorense. Das Holz ist auch bekannt als Missanda und Sasswood.

## Merkmale
Es sind laubabwerfende Bäume aus der Familie der Hülsenfrüchtler, die Wuchshöhen von 20 bis 40 Meter erreichen. Die leicht krummen und häufig unrunden Stämme haben in der Regel einen Stammdurchmesser bis etwa 1,20 Meter. Das Kernholz ist gelbrötlich bis dunkel rotbraun oder kupferfarben. Das Splintholz ist hellgrau bis blass bräunlich und ca. 3–6 cm breit und die glatten Oberflächen haben einen matten Glanz.

## Verbreitung
Die Arten sind besonders in West-, Zentral- und Ostafrika, also alle Länder Afrikas mit tropischer Bewaldung, vor allem in der Elfenbeinküste, Gabun, Ghana, Kamerun, Kongo, Mosambik, Sambia sowie in der Demokratischen Republik Kongo verbreitet.

## Eigenschaften
Das schwere und harte Holz ist sehr dauerhaft, sowie gegen Pilze, Insekten und Bohrmuscheln resistent (Resistenzklasse I-II nach DIN-EN 350-2), auch im direkten Erdkontakt. Es enthält wenig bis keine Insektenfraßlöcher (Pinholes). Das Holz ist drehwüchsig und enthält kein Harz, jedoch öl- und fetthaltige Inhaltsstoffe, die eine Oberflächenbehandlung erschweren. Die Oberfläche sollte vor einer Behandlung mit Lösemitteln entfettet werden, auch die Einhaltung einer Abwitterungszeit ist zu empfehlen. Anschließend kann eine Oberflächenbehandlung mit lösemittelbasiertem Öl erfolgen. Eine Oberflächenbehandlung auf wässriger Basis verspricht wenig Erfolg. Das Quell- und Schwindverhalten ist so deutlich ausgeprägt, dass es bei Konstruktionen berücksichtigt werden muss. Die Rohdichte liegt bei ca. 900 kg/m³.

## Toxikologie
Bearbeitungsstaub ist biologisch wirksam und kann die Schleimhäute reizen sowie Allgemeinstörungen oder Lähmungen bewirken. Die Säfte der Rinde sind giftig.

## Verwendung
Taliholz wird auf dem europäischen Markt als Parkett-Rohfriese, Mosaik-Parkett, Stabparkett, Landhausdielen- und Fertigparkett, sowie als Schwellen und Terrassendielen angeboten.

## Handel
Der Handel unterliegt wie jedes tropische Holz den Einfuhrbestimmungen des Holz-Sicherungsgesetzes (HolzSiG).

## Artenschutz
Handelsbeschränkungen aufgrund der CITES-Liste (Convention on International Trade in Endangered Species of Wild Fauna and Flora, kurz CITES, deutsch Übereinkommen über den internationalen Handel mit gefährdeten Arten freilebender Tiere und Pflanzen) oder des Washingtoner Artenschutzabkommens bestehen nicht.